# Udi Aloni
Pour les articles homonymes, voir Aloni.
Udi Aloni (en hébreu אודי אלוני) (né le 10 décembre 1959) est un réalisateur, écrivain et artiste visuel américano-israélien. Il est le fils de la femme politique Shulamit Aloni.
Ses œuvres explorent souvent les relations entre la politique et la religion. Aloni commence sa carrière comme artiste peintre, créant la galerie Bugrashov à  Tel Aviv, un lieu phare pour l'art contemporain et les événements politico-culturels.  Son œuvre dans l'art à grande échelle l'a conduit alors qu'il vivait à New York en 1995, à inventer une méthode pour suspendre des publicités sur les structures architecturales urbaines et c'est à cette occasion qu'il est qualifié d'artiste qui « ré-invente le design de New York. »
C'est en 1996 qu'Aloni commence à réaliser des films. Son documentaire, Local Angel (2002) et son premier long métrage de fiction Forgiveness (signifiant Pardon) (2006), sont tous deux des interprétations radicales du conflit israélo-palestinien qui ont déclenché des controverses au Moyen-Orient et ailleurs. Actuellement Aloni réalise un documentaire sur le mouvement non violent de libération du Jammu-et-Cachemire dans le Nord de l'Inde.

## Politique
Dans toutes ses activités, cours à l'université, conférences, manifestations, Aloni exprime une volonté de justice, de paix, de solidarité et d'amour entre Israël et la Palestine. Le film Forgiveness (2006), dont la première au Moyen-Orient a eu lieu à Ramallah en Palestine, a récemment déclenché une polémique lorsque l'ambassade d'Israël à Paris a menacé de suspendre ses subventions au Festival du film israélien de Paris si le film était présenté en ouverture.

## Films
Les films d'Aloni ont été présentés dans divers festivals de cinéma  (Berlinale,  Festival international du film de Toronto, Festival international du film de Tokyo,  Festival international du cinéma indépendant de Buenos Aires et Festival du film de Jérusalem) et aussi dans des universités. Forgiveness (2006), qui a été distingué par une récompense au Festival du film de Woodstock en 2006, a été qualifié par le philosophe Slavoj Žižek comme « peut-être le plus beau, le plus puissant et le plus important film jamais réalisé sur les tragédies de la région »  .  
Forgiveness raconte l'histoire de résidents d'un hôpital psychiatrique construit sur les ruines du village palestinien de Deir Yassin. 
- Left (1996)
- Local Angel (2002)
- Innocent Criminals (2004) , vidéo musicale avec DAM un groupe de rap palestinien
- Forgiveness (Mechilot) (2006),  distingué par un Audience Award au Festival du film de Woodstock
- Azadi (Liberté) (production en cours)

En 2007, Aloni était membre du jury d'attribution de la récompense Manfred Salzgeber dans la section Panorama du Berlin International Film Festival à Berlin en Allemagne.

## Écrits
Les écrits d'Aloni, qui comprennent des correspondances avec des intellectuels contemporains comme Judith Butler, Slavoj Žižek, Alain Badiou et Avital Ronell, couvrent le champ des rapports de la théologie et de la psychanalyse, de la littérature et de la philosophie. Son livre le plus récent Gilgul Mechilot (Pardon, ou en roulant dans les tunnels du monde souterrain) est un recueil d'histoires et de pensées, dont un essai au contenu politique Messianic Manifesto for Binationalism et Reflections on the Coming of the Messiah.

## Art visuel
- Re-U-Man projet interactif[7]   première au Metropolitan Museum of Art; également présenté au musée d'Israël à Jérusalem et au pont de la 22e rue à New York
- Book of Sham : galerie Nicole Klagsbrun, New York
- Parhessia : musée d'art contemporain de Ramat Gan, Israël
- God Is Dead Already From the Beginning – conférence avec la participation d'Umberto Eco et Moshe Idel, Mishkenot Shaananim, Israël
- among others